# Mongu
Mongu je glavni grad zambijske pokrajine Western i okruga Mongu. Leži na zapadu zemlje, na visoravni u poplavnom području rijeke Zambezi (sama je rijeka udaljena 15 km od grada), 130 km istočno od granice s Angolom. Centar je povijesnog Barotselanda, kraljevstva naroda Lozi. Tradicija se održala do danas, a glavna turistička atrakcija dvije su palače kralja Lozi naroda: zimska palača, u kojoj kralj boravi za sušnog razdoblja, nalazi se u Lealuiju, 15 km sjeverozapadno od Mongua, dok je ljetna palača (dom kralja u vrijeme kišâ) u naselju Limulunga, 15 km sjeverno od grada.
Mongu se nalazi na kraju 610 km duge ceste iz Lusake, do koje treba 6-8 sati vožnje. Ambiciozan plan za proširenje ceste prema zapadu do Kalaboa izgradnjom novih 46 km prometnice preko Barotse poplavnog područja zaustavljen je zbog tehničkih i financijskih problema.
Grad je poznat po obrtima, posebice izradi košara i tkanju tepiha. Okolno je područje bogato ribom, a od poljoprivrednih su proizvoda značajni mango i riža. Mongu ima katedralu, veliku tržnicu te zračnu luku, koju su UN i Zambija koristili za povrat angolskih izbjeglica u Angolu.
Mongu je 2010. imao 49.549 stanovnika.

## Vanjske poveznice
- Mongu na stranici Turističke zajednice Zambije  Arhivirana inačica izvorne stranice od 2. rujna 2011. (Wayback Machine) (engl.)